# Maria Grönefeld
Maria Grönefeld (* 1941 in Münster; † 1. Januar 1993) war eine deutsche Pädagogin. Sie engagierte sich in der Frauenbewegung und in der Christlichen Arbeiterjugend (CAJ). Sie gilt als „Vermittlerin des befreiungstheologischen Denkens“ in Deutschland.

## Leben
Maria Grönefeld war ab 1955 ungelernte Fabrikarbeiterin und holte nach und nach die Schulabschlüsse nach. Sie engagierte sich im Diözesanverband Münster der CAJ und wurde die erste Nationalsekretärin der CAJ in Deutschland.
Im Jahr 1978 wurde Grönefeld Leiterin der Bildungs- und Begegnungsstätte von KAB und CAJ im Bistum Aachen, die 1992 in Oswald-von-Nell-Breuning-Haus umbenannt wurde. Sie arbeitete als Beraterin, hielt Vorträge, vermittelte in sozialen Konflikten, baute Brücken zwischen Kirchen, Gewerkschaften und Betrieben, förderte den Praxisbezug von Wissenschaft und fundierte die Erwachsenenbildung theoretisch.
Eine nach ihr benannte Stiftung knüpft an ihr Lebenswerk an.